# Ґоґолиці (Грифінський повіт)
Ґоґолиці (пол. Gogolice) — село в Польщі, у гміні Тшцинсько-Здруй Грифінського повіту Західнопоморського воєводства.
Населення — 340 осіб (2011).
У 1975-1998 роках село належало до Щецинського воєводства.

## Демографія
Демографічна структура станом на 31 березня 2011 року:
|          | Загалом | Допрацездатний вік | Працездатний вік | Постпрацездатний вік |
| -------- | ------- | ------------------ | ---------------- | -------------------- |
| Чоловіки | 168     | 34                 | 124              | 10                   |
| Жінки    | 172     | 46                 | 99               | 27                   |
| Разом    | 340     | 80                 | 223              | 37                   |